# Megalechis thoracata
Megalechis thoracata è un pesce d'acqua dolce appartenente alla famiglia Callichthyidae.

## Distribuzione e habitat
Questa specie è diffusa in Sudamerica, nei bacini del Rio delle Amazzoni, dell'Orinoco e del Rio Paraguay, nonché nei fiumi costieri di Argentina, Guyana e Brasile settentrionale.

## Descrizione
La testa è allungata, appiattita verso l'alto, con due paia di lunghi barbigli. Il corpo è robusto e allungato, piuttosto compresso ai fianchi, i quali presentano due serie di placche ossee che si intersecano al centro dei fianchi, disegnando una fessura orizzontale, in concomitanza con la linea laterale. Le pinne sono tozze e arrotondate. La livrea varia dal bruno scuro al verde marcio, fino al beige. Il tutto macchiettato finemente di scuro. Guance, gola e ventre sono più chiare.
Raggiunge una lunghezza di 12,5 cm.

## Riproduzione
Il maschio di Megalechis thoracata è un costruttore di nidi di bolle. Durante l'accoppiamento la femmina depone le uova direttamente nel nido, seguita subito dal maschio che le feconda. Terminata la deposizione la femmina si allontana ed il maschio si occupa della prole per alcuni giorni, mostrando particolare aggressività verso chiunque si avvicini al nido.

## Acquariofilia
Importato dagli anni '60 del Novecento in Europa, è una specie non molto diffusa e conosciuta.